# Anisodes epicoccastria
Anisodes epicoccastria là một loài bướm đêm trong họ Geometridae.